# محوطه می‌رمینگه علیا
محوطه می‌رمینگه علیا مربوط به دوره اشکانیان - دوره ساسانیان - سده‌های اولیه دوران‌های تاریخی پس از اسلام است و در شهرستان گیلانغرب، بخش گواور، دهستان گواور، چسبیده به شمال و شمال شرقی روستای می‌رمینگه علیا واقع شده و این اثر در تاریخ ۲۷ اسفند ۱۳۸۶ با شمارهٔ ثبت ۲۲۴۱۲ به‌عنوان یکی از آثار ملی ایران به ثبت رسیده است.